# Romain Girouille
Romain Girouille (Saint-Doulchard, 26 de abril de 1988) es un deportista francés que compitió en tiro con arco, en la modalidad de arco recurvo.
Ganó dos medalla de plata en el Campeonato Mundial de Tiro con Arco al Aire Libre, en los años 2009 y 2011, y dos medallas en el Campeonato Europeo de Tiro con Arco al Aire Libre, en los años 2008 y 2010.
Participó en dos Juegos Olímpicos de Verano, en los años 2008 y 2012, ocupando el octavo lugar en Londres 2012, en la prueba por equipo.

## Palmarés internacional
| Campeonato Mundial al Aire Libre | Campeonato Mundial al Aire Libre | Campeonato Mundial al Aire Libre | Campeonato Mundial al Aire Libre |
| Año                              | Lugar                            | Medalla                          | Prueba                           |
| -------------------------------- | -------------------------------- | -------------------------------- | -------------------------------- |
| 2009                             | Ulsan (Corea del Sur)            | Medalla de plata                 | Equipo                           |
| 2011                             | Turín (Italia)                   | Medalla de plata                 | Equipo                           |
| Campeonato Europeo en Sala       |                                  |                                  |                                  |
| Año                              | Lugar                            | Medalla                          | Prueba                           |
| 2008                             | Turín (Italia)                   | Medalla de plata                 | Equipo                           |
| 2010                             | Poreč (Croacia)                  | Medalla de oro                   | Individual                       |